# BAC 1-11

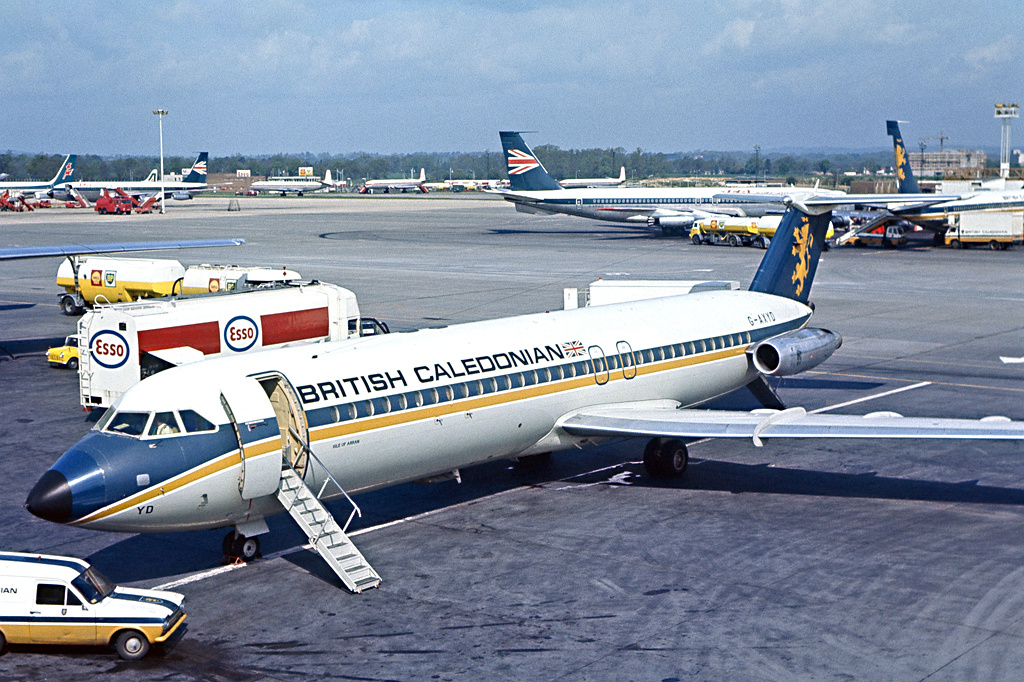
BAC 1-11 de la compañía British Caledonian.

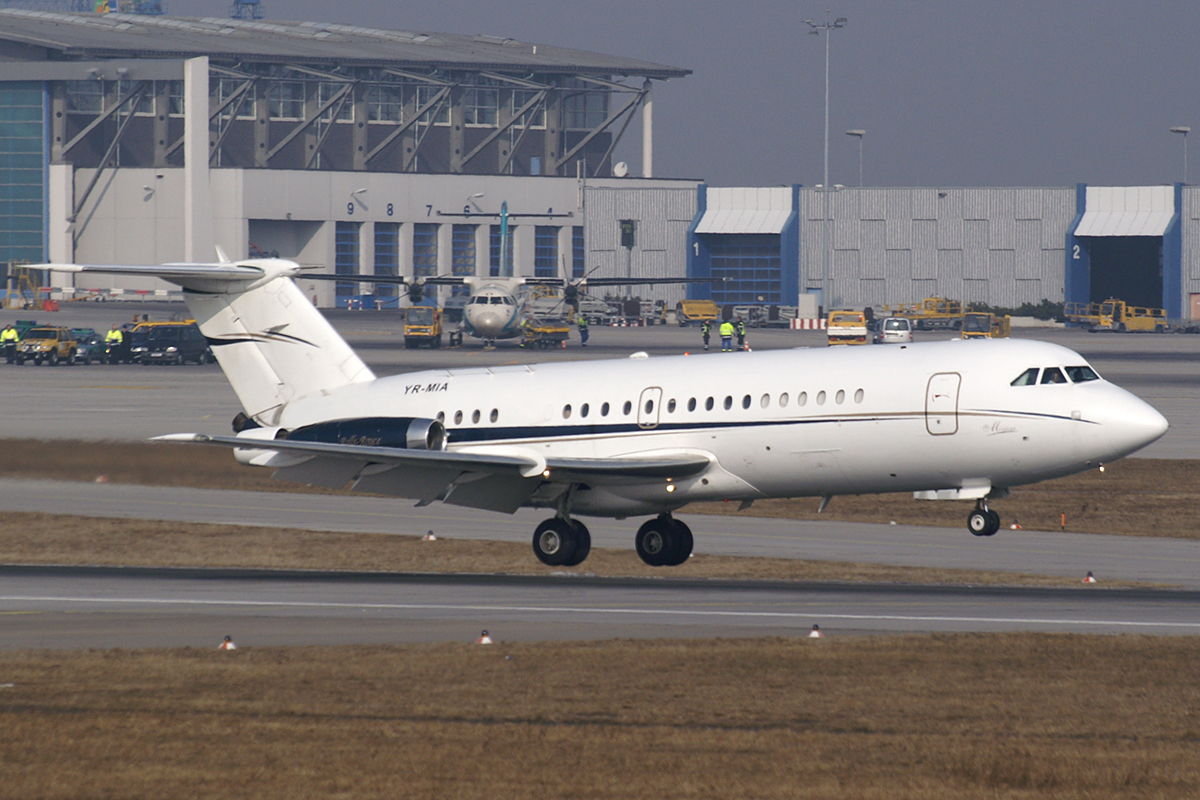
BAC 1-11 de la compañía Mia Airlines.

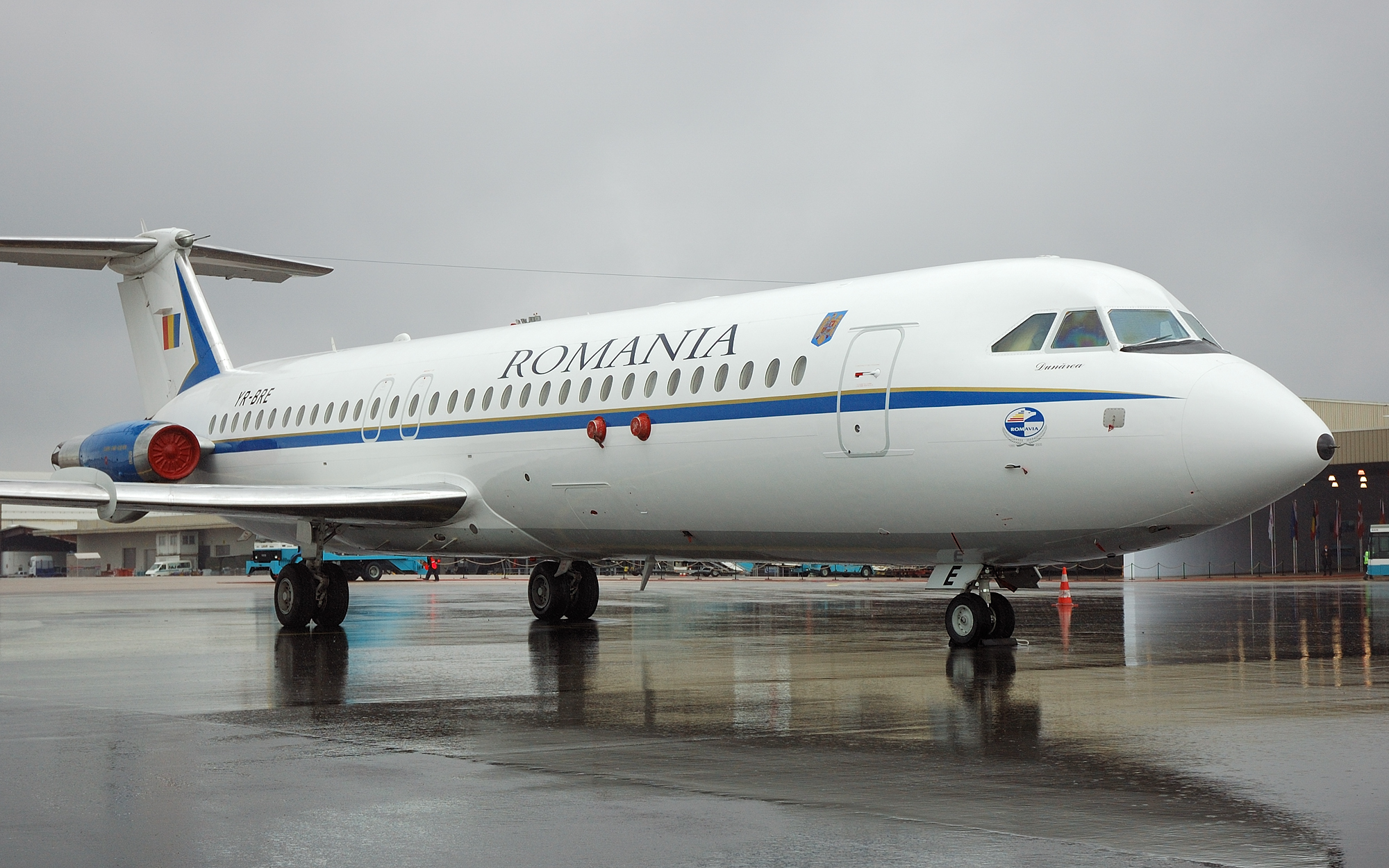
ROMBAC 1-11 de la compañía rumana Romavia.

El British Aircraft Corporation One-Eleven, también conocido por los nombres BAC-111, BAC-1-11 o BAC 1-11, fue un avión comercial birreactor de corto y medio alcance diseñado inicialmente por la compañía Hunting Aircraft y fabricado en serie por la British Aircraft Corporation (BAC) tras la fusión de Hunting en la compañía BAC junto a otros fabricantes británicos en los años 1960. El One-Eleven se diseñó para sustituir al Vickers Viscount en las rutas de corto alcance.
Mantuvo una fuerte competencia con el entonces popular Sud Aviation Caravelle, debido a su mayor economía de combustible y sus menores costos de operación. Fue paulatinamente retirado de todos los servicios regulares de pasajeros hasta desaparecer completamente durante los años 1990, fundamentalmente debido a restricciones internacionales por elevado nivel de ruido, además del hecho de ser reemplazado en las compañías aéreas por los estadounidenses Boeing 737 y McDonnell Douglas DC-9, modelos más avanzados que el 1-11.
La totalidad de unidades BAC 1-11 fabricadas por la British Aircraft Corporation ascendió a 233, aunque años después se vendió la licencia de producción a Rumanía, donde se fabricó bajo la denominación ROMBAC 1-11 hasta el año 1989.

## Especificaciones (BAC 1-11-200)

### Características generales
- Tripulación: 2 pilotos y 3 asistentes de vuelo
- Capacidad: 89 pasajeros en configuración chárter
- Longitud: 28,20 m
- Envergadura: 26,90 m
- Altura: 7,20 m
- Superficie alar: 93,20 m²
- Peso vacío: 21.049 kg
- Peso máximo al despegue: 33.800 kg
- Planta motriz: 2× Turbofán Rolls-Royce RB.163 Spey Mk. 506.
  - Empuje normal: 47,2 kN (4808 kgf; 10 600 lbf) de empuje cada uno.

### Rendimiento
- Velocidad máxima operativa (Vno): 870 km/h 540 mph
- Velocidad crucero (Vc): 795 km/h 495 mph
- Alcance: 2.320 km 1.440 mi
- Techo de vuelo: 10.700 m 35.000 pies

Nota: en los modelos -300 y -400, el alcance es de 2.982 km (1.854 mi), y los motores son Rolls-Royce RB.163 Spey Mk. 511 que proporcionaban 51 kN (11.400 lbf).

## Especificaciones (BAC 1-11-500)

### Características generales
- Tripulación: 2 pilotos y 3 asistentes de vuelo
- Capacidad: 119 pasajeros
- Longitud: 32,6 m (107 ft)
- Envergadura: 28,5 m (93,5 ft)
- Altura: 7,5 m (24,6 ft)
- Superficie alar: 95,8 m² (1031,2 ft²)
- Peso vacío: 24 902 kg (54 884 lb)
- Peso máximo al despegue: 47 400 kg (104 469,6 lb)
- Planta motriz: 2× Turbofán Rolls-Royce RB.163 Spey Mk. 512DW.
  - Empuje normal: 55,8 kN (5693 kgf; 12 550 lbf) de empuje cada uno.

### Rendimiento
- Velocidad máxima operativa (Vno): 870 km/h (541 MPH; 470 kt)
- Velocidad crucero (Vc): 795 km/h (494 MPH; 429 kt)
- Alcance: 2745 km (1482 nmi; 1706 mi)
- Techo de vuelo: 10 668 m (35 000 ft)

### Aeronaves similares
- Boeing 737
- McDonnell Douglas DC-9
- Sud Aviation Caravelle
- Tupolev Tu-134
- Yakovlev Yak-42